# Gustav Hilbert

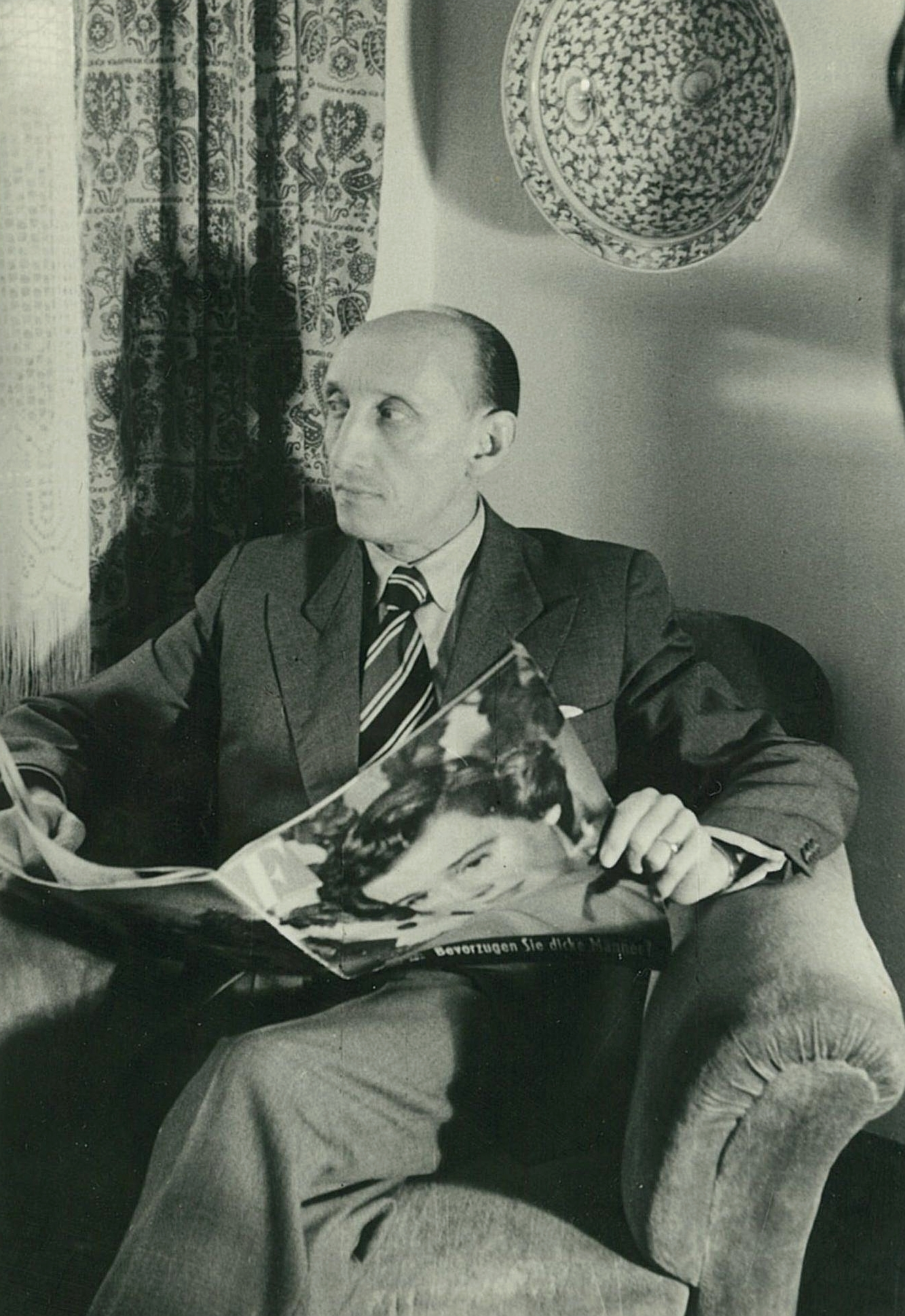
Gustav Hilbert (1956)

Gustav Alfred Giesbert Hilbert (* 26. Juli 1900 in Dortmund; † 18. August 1981 in Hengersberg-Schwarzach) war ein deutscher Maler und Grafiker sowie Metall- und Emailkünstler.

## Leben

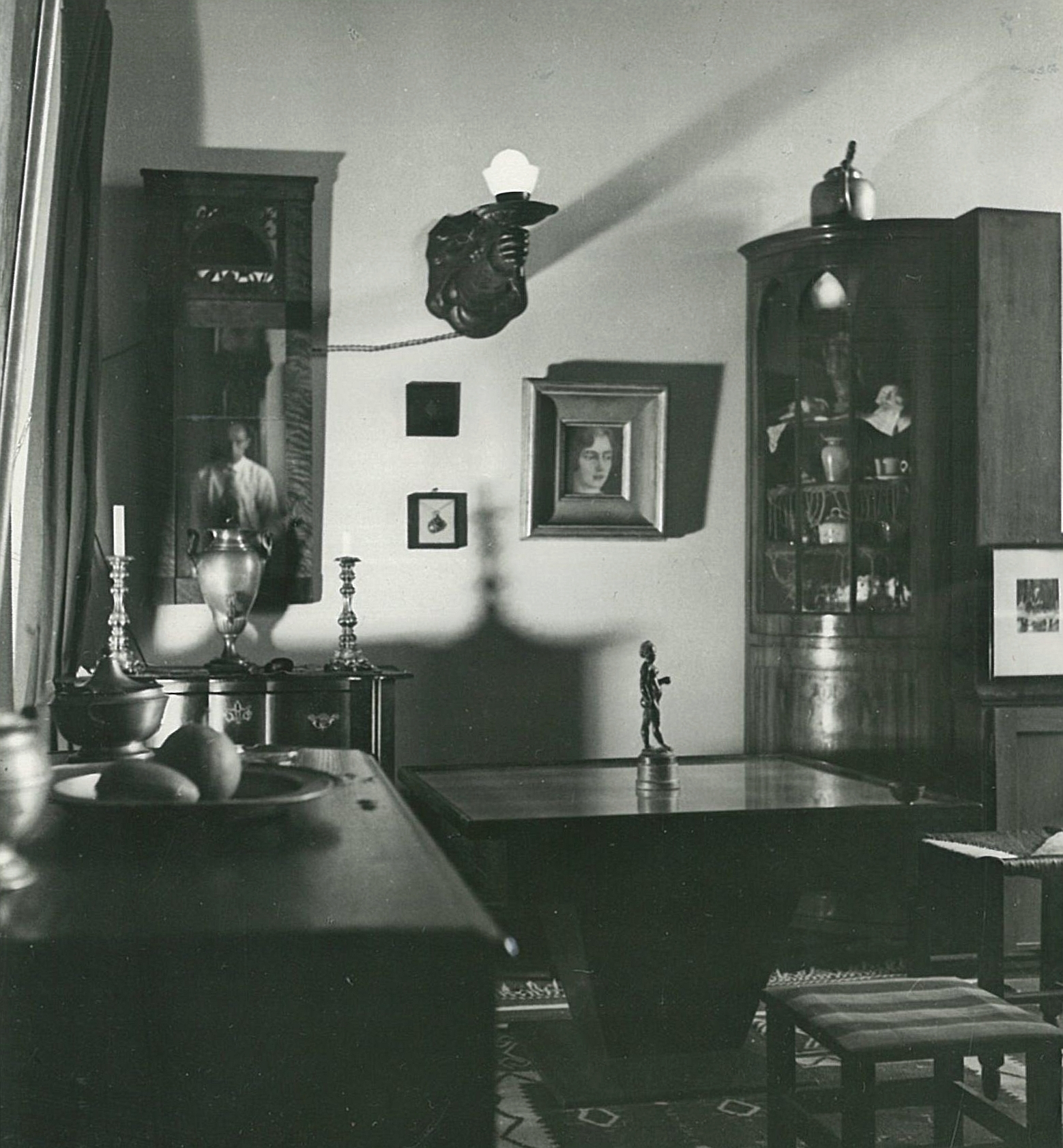
Blick in Gustav Hilberts Atelier 1928 in der Hochschule für die Bildenden Künste Berlin.

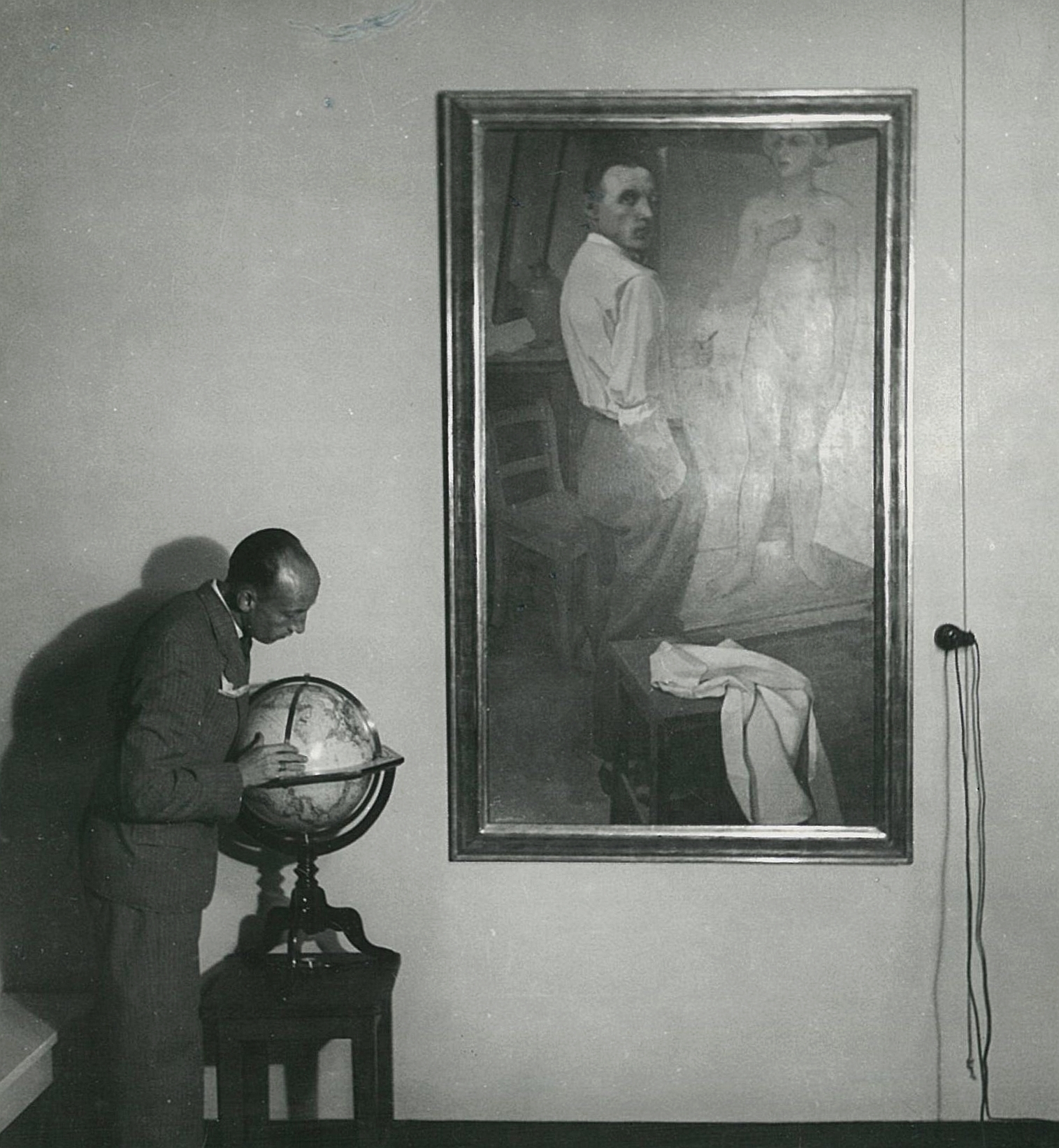
Hilbert mit seinem Ölgemälde Selbstportrait mit Akt 1928 in seinem Atelier in der Hochschule für die Bildenden Künste

Gustav Hilbert war der Sohn des Dortmunder Kirchenmalers und Malermeisters gleichen Namens. Nach Lehrjahren in der väterlichen Werkstatt und einigen Semestern an der Werkkunstschule Dortmund übersiedelte er für seine weitere künstlerische Ausbildung nach Berlin, wo er von 1920 bis 1925 Schüler und Meisterschüler von Ferdinand Spiegel an der Hochschule für die Bildenden Künste war. Nach der Zusammenlegung der Hochschule für die Bildenden Künste mit der Unterrichtsanstalt des Kunstgewerbemuseums zu den Vereinigten Staatsschulen für freie und angewandte Kunst wechselte er als Meisterschüler zu Arthur Kampf, bei dem er bis 1929 blieb. Zugleich führte ihn die Leiterin der Emailklasse, Frieda Bastanier, in die ihm bis dahin unbekannte Emailtechnik ein. In der Folge setzte sich Hilbert intensiv damit auseinander. Ab 1929 war er auch Mitglied des Vereins Berliner Künstler.
Gustav Hilbert unternahm er ab 1922 zahlreiche Reisen nach Mittel-, Ost- und Südeuropa, Nordafrika, in den Vorderen Orient und nach Russland. Diese Reisen finanzierte er durch den Verkaufserlös dort gemalter Landschaftsbilder.
1928 berief ihn Bruno Paul zunächst zum künstlerischen, 1932 dann zum alleinigen Leiter der Email-Werkstatt an den Vereinigten Staatsschulen für freie und angewandte Kunst. Diese Tätigkeit führt er bis 1941 aus. 1930 übernahm er zusätzlich noch das Lehramt für Aktzeichnen. 1935 wurde er schließlich zum außerordentlichen Professor der bildenden Künste ernannt und trat 1940 die Nachfolge Ferdinand Spiegels im Lehramt für Malen, Zeichnen und Komposition an. In diesen Jahren wohnte er in Berlin-Charlottenburg.
Im Zweiten Weltkrieg leistete Gustav Hilbert von 1941 bis 1945 Kriegsdienst bei der Wehrmacht, wo er unter anderem in Landesbildstellen eingesetzt wurde.
Nach Kriegsende  kehrte Hilbert nach Berlin zurück, wo er die Leitung des werbegrafischen Studios der Rex-Film-Gesellschaft übernahm. In dieser Funktion war er für die Erstellung der gesamten Außenreklamen der Filmtheater des Kurfürstendamms sowie sämtlicher Filmplakate und Filmprospekte der vier Siegermächte zuständig. Von 1950 bis 1959 wirkte Hilbert als Abteilungsleiter für künstlerische Gestaltung an der Fachschule für Textil und Mode in Ost-Berlin. Aus politischen Gründen flüchtete er jedoch schließlich in den Westen und ging nach Wien, wo er drei Jahre lang Leiter des Trickfilm-Studios der Schönbrunn-Film-Gesellschaft war, in der die Rex-Film 1950 aufgegangen war. Danach kehrte er in seine Geburtsstadt Dortmund zurück und unterrichtete dort von 1963 bis 1967 als Dozent für künstlerische Ausbildung an einer Werbefachschule.
Gustav Hilbert war zweimal verheiratet. Aus erster Ehe hatte er einen Sohn. Als Pensionär lebte er größtenteils in West-Berlin, übersiedelte zuletzt jedoch nach Hengersberg-Schwarzach, wo er 1981 im Alter von 81 Jahren starb.

## Werk und Bedeutung
Gustav Hilberts Werk ist vielfältig und reicht von Ölgemälden über Gebrauchsgrafik bis hin zu aufwendiger Zellenschmelzkunst (Email cloisonné).
Die Jahre zwischen 1920 und 1940 bilden die bedeutendsten seines künstlerischen Schaffens. Vor allem in den 1920er Jahren nahm er mit seinen Gemälden an zahlreichen Kunstausstellungen teil. Hilbert wandte sich im Lauf seiner künstlerischen Entwicklung nicht der Abstrakten Malerei zu, sondern verstand sich als Vertreter der akademischen Darstellungsart. Seine Kunst blieb auf allen Gebieten gegenständlich. Sein Malstil kann der Neuen Sachlichkeit zugerechnet werden. Wichtigstes gestalterisches Kompositionsmittel bildete für ihn die Linie, nicht die Farbe, wie nicht zuletzt Fritz Mielert herausarbeitete. Laut Mielert schlägt sich Hilberts westfälische Herkunft in Form einer „norddeutschen Schwere“ in allen seinen Bildern nieder, auch denen, die südländische Sujets zeigen.
Als Leiter der Email-Werkstatt an den Vereinten Staatsschulen für freie und angewandte Kunst von 1928 bis 1941 wurde er der führende Vertreter auf dem Gebiet dreidimensionaler Emailobjekte und entwickelte die Gruben- und Zellenschmelztechnik zu neuer Blüte. Sein herausragendstes Werk in dieser Technik ist ein zwischen 1927 und 1931 geschaffener Altaraufsatz, der, wie auch andere seiner Emailarbeiten, seit 1972 dauerhaft im Kunstgewerbemuseum Berlin ausgestellt ist. Ein weiterer Altar in Zellenschmelztechnik entstand für die Von Bodelschwinghsche Stiftungen Bethel.
Im Regierungsauftrag fertigte er Pokale für Sportveranstaltungen an, der bedeutendste ist der Ostseepokal. Zudem schuf er Tafeldekorationsstücke für den damaligen Generalfeldmarschall Hermann Göring.
Zu Hilberts Schülern gehören unter anderem Kurt Wendlandt, Marianne Weingärtner, Franz Hartmann und Elfriede Glaser-Kaempf.

## Wohnungen Gustav Hilberts

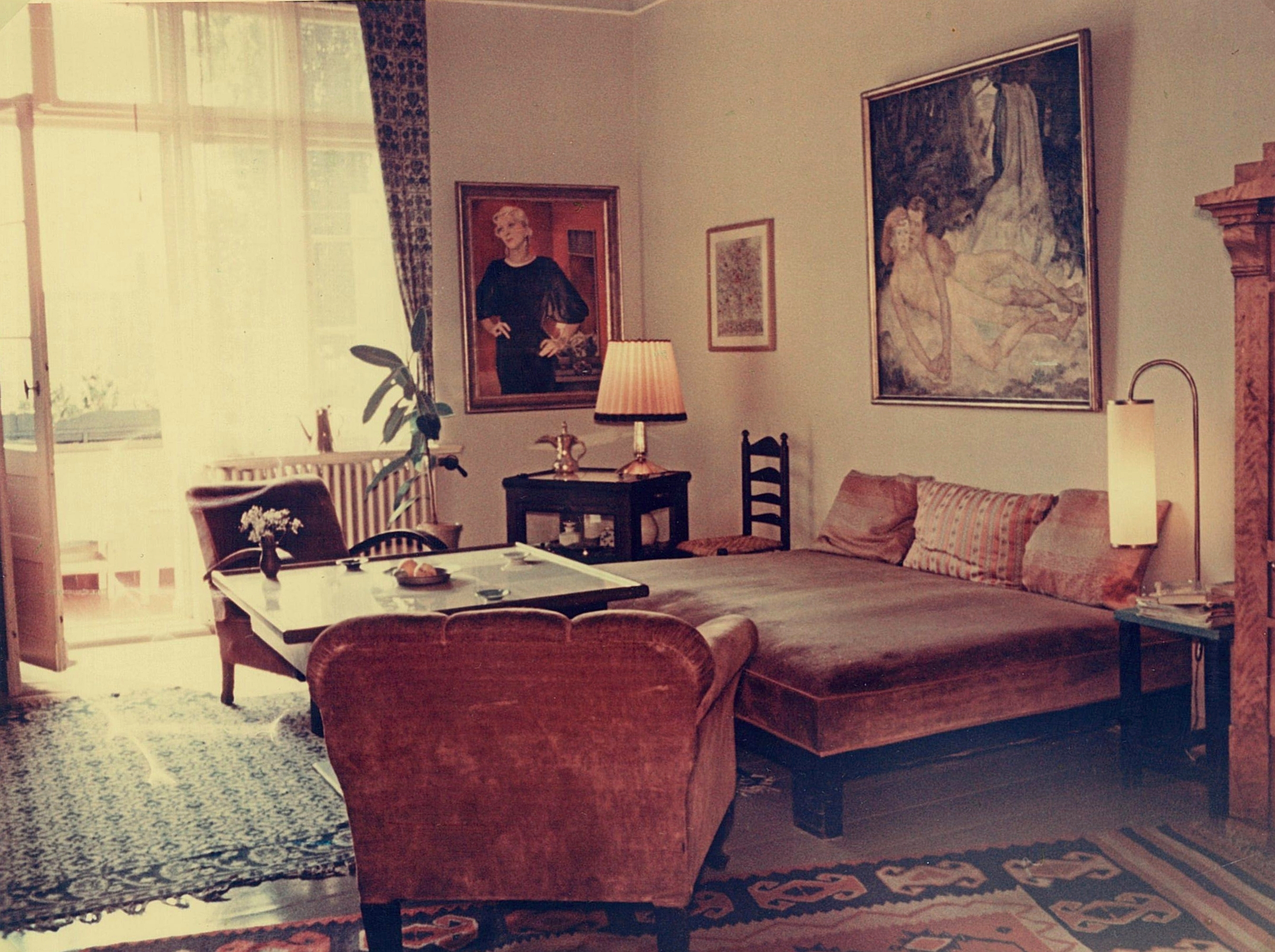
Blick in die Wohnung Gustav Hilberts im Haus Treptower Park 14 in Ost-Berlin (um 1955).
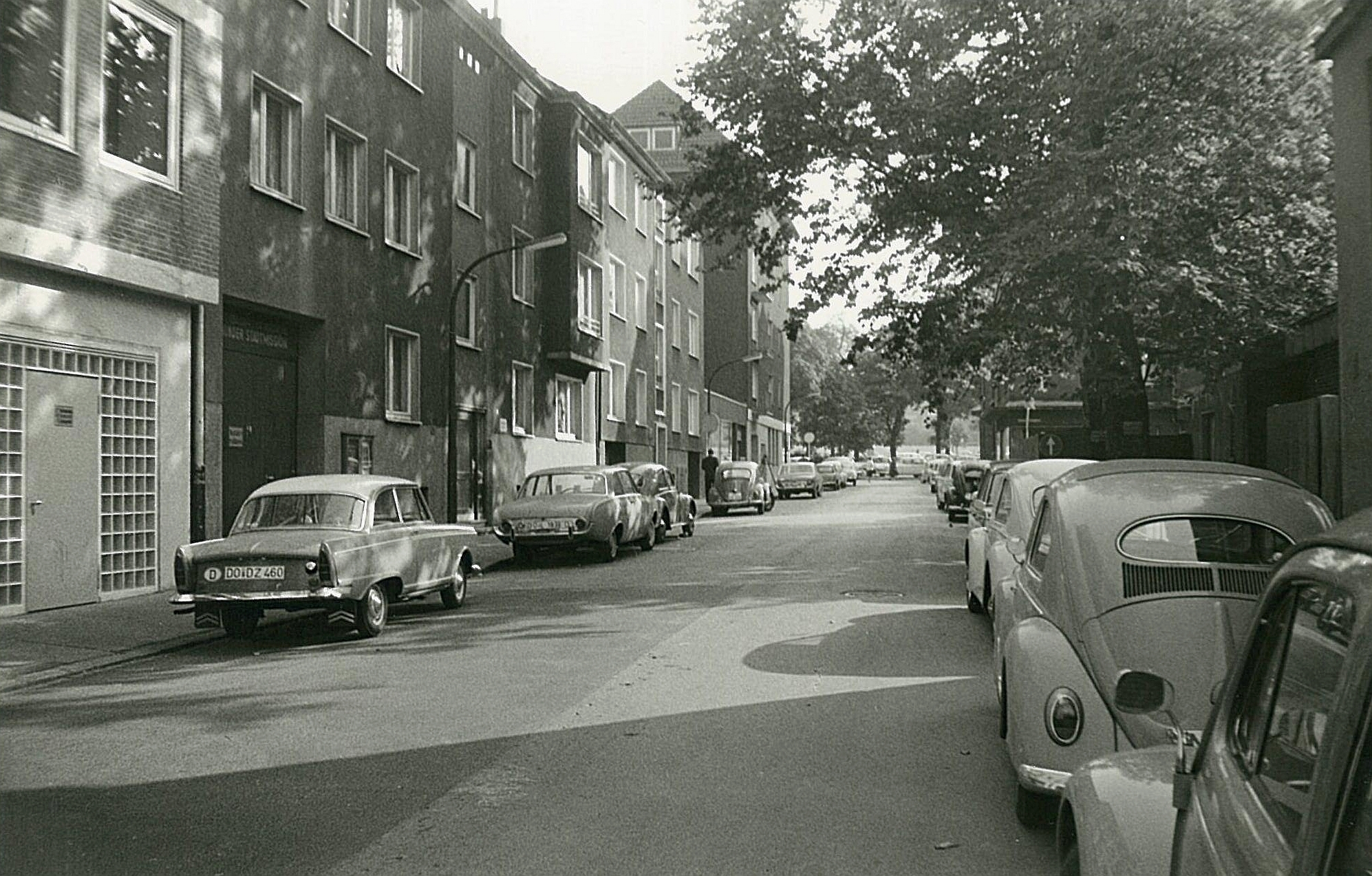
Die Junggesellenstraße in Dortmund: Im Dachgeschoss des Wohnhauses Nummer 16 befand sich von 1963 bis 1967 ein Atelier  Hilberts.
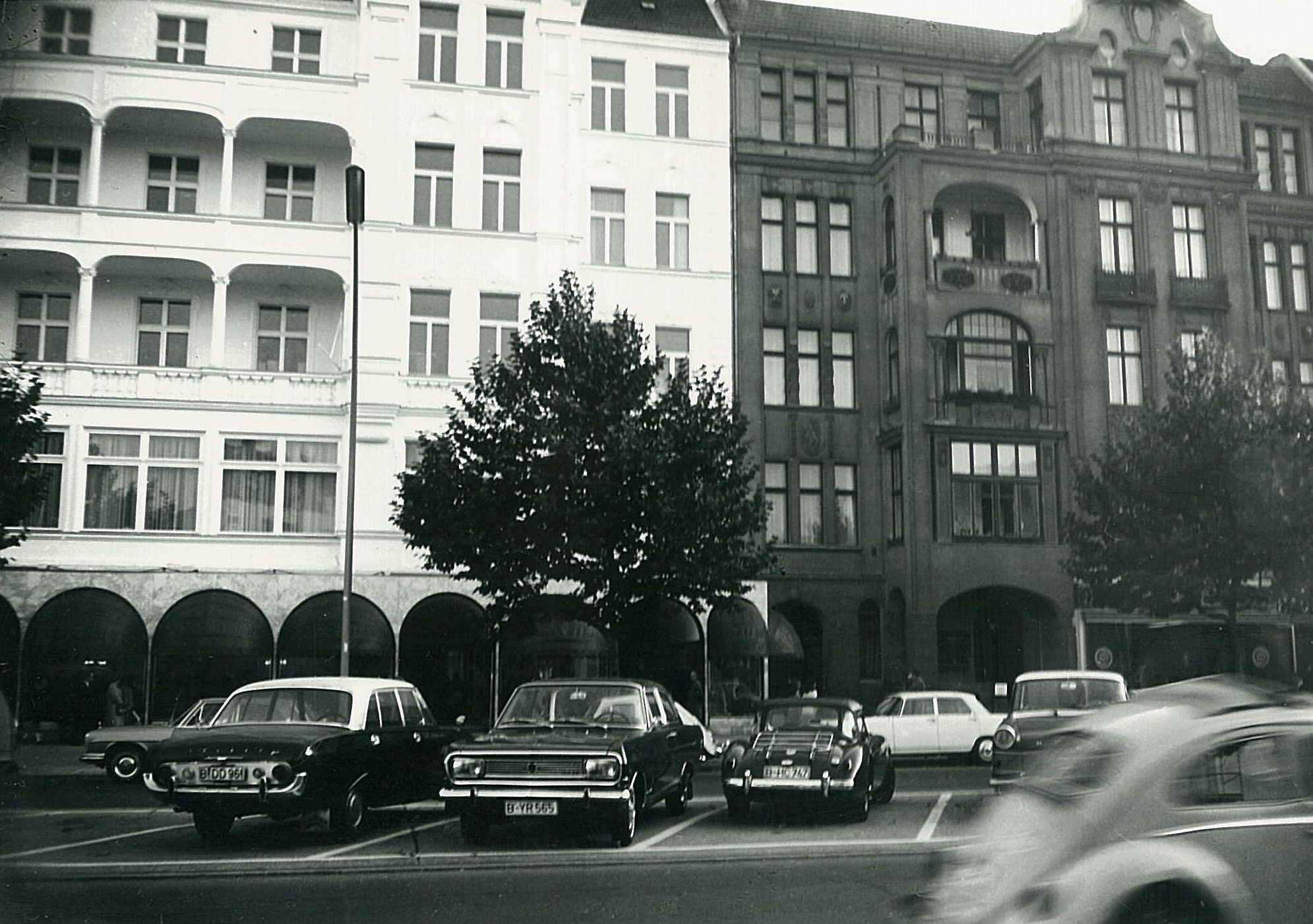
Das Wohnhaus Kurfürstendamm 159 (rechts) in Berlin. In der ersten Etage lebte Hilbert mit seiner Frau Edith von 1967 bis zum Ende der 70er Jahre.

## Ausstellungen (Auswahl)
- 1923 Große Berliner Kunstausstellung
- 1924 Große Berliner Kunstausstellung[12]
- 1925 Große Berliner Kunstausstellung
- 1926 Große Westfälische Kunstausstellung in Dortmund[13]
- 1926 Große Berliner Kunstausstellung
- 1927 Große Berliner Kunstausstellung
- 1927 Ausstellung des Vereins Berliner Künstler im Kunstverein München
- 1928 Große Westfälische Kunstausstellung in Hagen[14]
- 1928 Modernes Email, Landesgewerbemuseum Stuttgart
- 1929 Große Westfälische Kunstausstellung in Münster[15]
- 1930 Große Westfälische Kunstausstellung
- 1931 Große Berliner Kunstausstellung
- 1932 Ausstellung des Vereins Berliner Künstler im Kunstverein München

Seit 1972 werden Werke von Gustav Hilbert in der Dauerausstellung Kunst der 1920er und 1930er Jahre im Kunstgewerbemuseum Berlin gezeigt.          

## Werke (Auswahl)

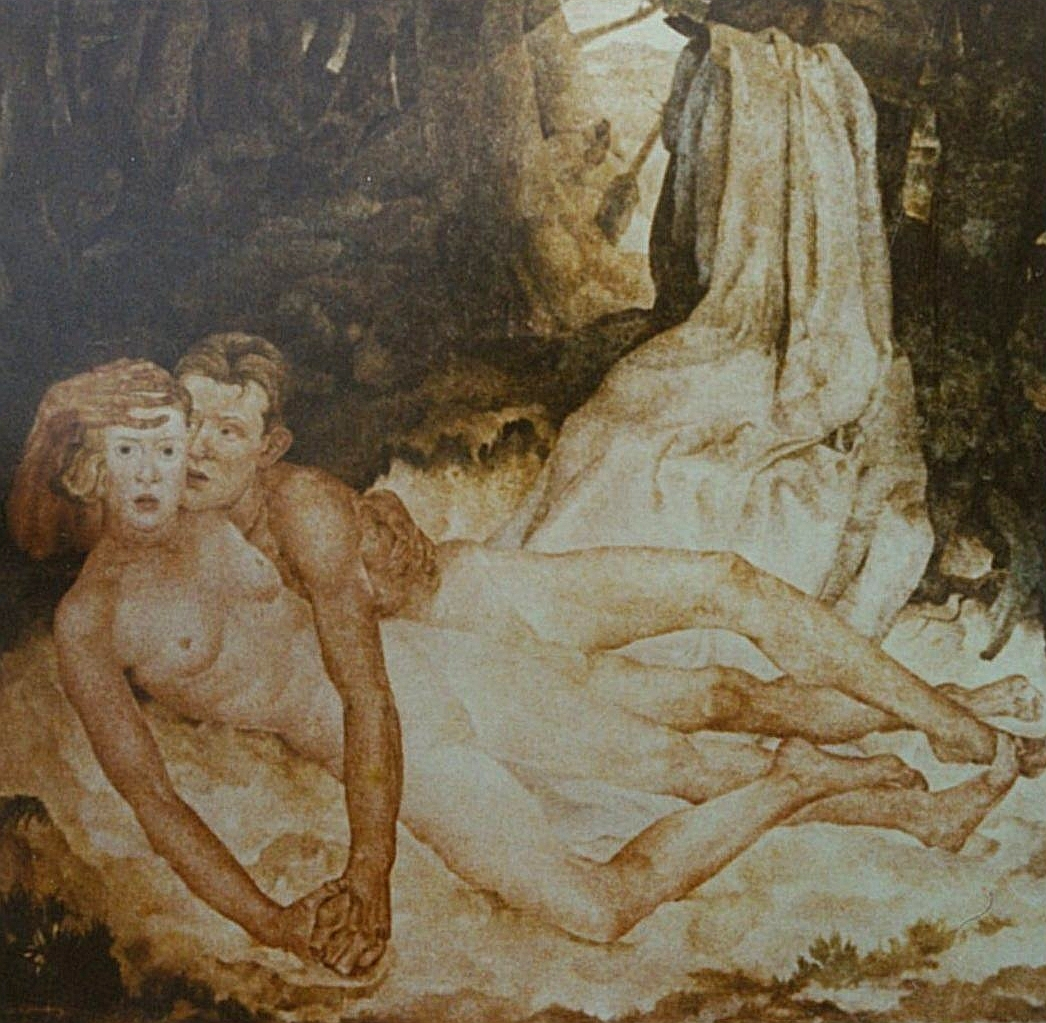
Liebe (1923)

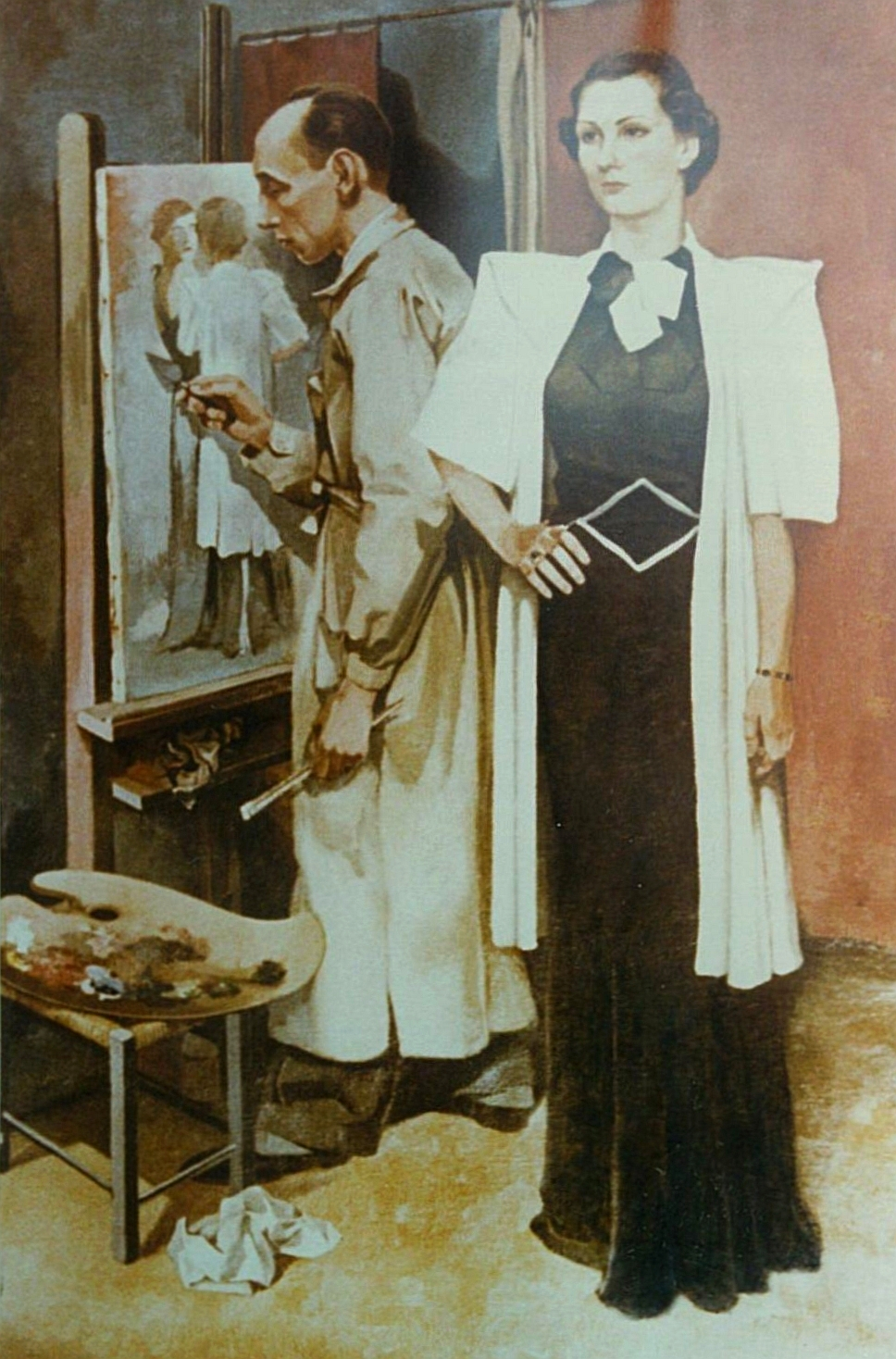
Selbstportrait mit erster Frau (1938)

### Gemälde und Zeichnungen
- Bauernjunge, Öl auf Leinwand 25 × 30 cm, 1922.
- Liebe, Öl auf Leinwand 112 × 115 cm, 1923.
- Stillleben – Blumen – Obst, Öl auf Leinwand 71 × 100 cm, 1923.
- [Kokotten] In der Mansarde, Öl auf Leinwand 100 × 160 cm, 1923[16].
- Selbstportrait mit Eltern und Geschwistern, Öl auf Leinwand, 1924[17].
- Arbeitslos, Öl auf Leinwand ca. 60 × 80 cm, 1924[18].
- Havellandschaft, Öl auf Leinwand 65 × 77 cm, 1925.
- Westfälische Landschaft, Öl auf Leinwand 90 × 100 cm, 1925.
- Stillleben mit schwarzem Tuch, Öl auf Leinwand 90 × 100 cm, 1925.
- Diana de Strozzi (auch bekannt als Kinderbildnis mit Rehen), Öl auf Leinwand 90 × 1000 cm, 1926.
- Hafen von Dubrovnik (auch Hafen von Ragusa), Öl auf Leinwand 66 × 77 cm, 1926.
- Schweinestall, Öl auf Leinwand 90 × 100 cm, 1927.
- Bauernmädchen, Öl auf Leinwand 135 × 152 cm, 1927.
- An der Spree, Öl auf Leinwand 66 × 77 cm, 1927.
- Goldfische, Öl auf Leinwand 90 × 100 cm, 1928.
- Tetuán, Marokko, Öl auf Leinwand 90 × 100 cm, 1928.
- Paris, an der Seine, Öl auf Leinwand 90 × 100 cm, 1928.
- Portrait Li Stratz, Öl auf Leinwand 19 × 21 cm, 1929.
- Hochofenanlage, Tempera auf Papier, o. J.
- Regentag, Tempera auf Papier, o. J.
- Konverter, Tempera auf Papier, o. J.
- Feuriger Elias, Tempera auf Papier, o. J.
- Frühling, Tusche auf Papier, o. J.
- Parisurteil, Öl auf Leinwand 83 × 140 cm, 1932.
- Ischia, am Hafen, Öl auf Leinwand 90 × 100 cm, 1933.
- Frauenbad, Öl auf Leinwand 83 × 140 cm, 1934.
- Portrait I. Bohus, Öl auf Leinwand 30 × 45 cm, 1934.
- Schiffe im Hafen, Öl auf Leinwand 66 × 77 cm, 1937.
- Selbstportrait mit 1. Frau, Öl auf Leinwand 120 × 184 cm, 1938.
- In den Dünen, Öl auf Leinwand 135 × 152 cm, 1938.
- Eisläuferinnen, Öl auf Leinwand 90 × 100 cm, 1952.
- Portrait 2. Ehefrau, Öl auf Leinwand 17 × 22 cm, 1957.

Die meisten der Bilder Gustav Hilberts befinden sich heute in Privatbesitz, eine Reihe jedoch auch in öffentlichen Sammlungen. So gehören beispielsweise die Werke Hochofenanlage, Regentag und Frühling dem LWL-Museum für Kunst und Kultur.

### Email- und andere kunsthandwerkliche Arbeiten
- Flache ovale Schale, Kupfer, vergoldet, mit Zellenschmelz und anderen Emailtechniken, H 6,5 × B 21,5 × L 35,5 cm, 1927.
- Deckeldose, Dosenkörper aus Elfenbein, silberne Montierung, auf dem Deckel Zellenschmelz, H 7,5 × B 8 × L 7,5 cm, 1929.
- Altaraufsatz, Kupfer vergoldet, mit Zellen- und Pseudo-Grubenschmelz, H 107 × B 139 × T 61,5 cm, 1927–1931.
- Schmuckkasten, Kasten aus Kupfer, Deckel aus Silber mit Zellenschmelz, H 3,2 × B 16 × T 10,9 cm, 1930.
- Junge und Mädchen, Bronze gegossen, teilvergoldet, mit matt geschliffenem Grubenschmelz, H 35 cm, 1932.

Den Altaraufsatz schenkte Hilbert 1970 dem Kunstgewerbemuseum Berlin, wo er zusammen mit anderen seiner Arbeiten ausgestellt ist.